# Akani Simbine
Akani Simbine (ur. 21 września 1993 w Kempton Park) – południowoafrykański lekkoatleta specjalizujący się w biegach sprinterskich.
W 2013 dotarł do półfinału biegu na 100 metrów podczas uniwersjady w Kazaniu oraz bez powodzenia startował na mistrzostwach świata w Moskwie. Piąty zawodnik na dystansie 200 metrów podczas igrzysk Wspólnoty Narodów w Glasgow (2014). W 2015 zdobył złoto (w biegu na 100 metrów) oraz brąz (w sztafecie 4 × 100 metrów) podczas uniwersjady. Złoty i brązowy medalista mistrzostw Afryki oraz piąty zawodnik biegu na 100 metrów podczas igrzysk olimpijskich w Rio de Janeiro (2016) i mistrzostw świata w Londynie (2017).
Mistrz w biegu na 100 metrów i wicemistrz w sztafecie 4 × 100 metrów igrzysk Wspólnoty Narodów w 2018 w Gold Coast. Złoty medalista mistrzostw Afryki w 2018 w tych konkurencjach.
Złoty medalista mistrzostw RPA.

## Osiągnięcia
| Rok  | Impreza                    | Miejsce        | Konkurencja        | Lokata     | Wynik   |
| ---- | -------------------------- | -------------- | ------------------ | ---------- | ------- |
| 2013 | Uniwersjada                | Kazań          | bieg na 100 m      | półfinał   | 10,49   |
| 2013 | Uniwersjada                | Kazań          | sztafeta 4 × 100 m | 7. miejsce | 45,82   |
| 2013 | Mistrzostwa świata         | Moskwa         | bieg na 100 m      | eliminacje | 10,38   |
| 2014 | Igrzyska Wspólnoty Narodów | Glasgow        | bieg na 100 m      | półfinał   | 10,21   |
| 2014 | Igrzyska Wspólnoty Narodów | Glasgow        | bieg na 200 m      | 5. miejsce | 20,37   |
| 2014 | Igrzyska Wspólnoty Narodów | Glasgow        | sztafeta 4 × 100 m | 4. miejsce | 38,35   |
| 2014 | Mistrzostwa Afryki         | Marrakesz      | bieg na 100 m      | 8. miejsce | 13,14   |
| 2015 | Uniwersjada                | Gwangju        | bieg na 100 m      | 1. miejsce | 9,97    |
| 2015 | Uniwersjada                | Gwangju        | sztafeta 4 × 100 m | 3. miejsce | 39,68   |
| 2015 | Mistrzostwa świata         | Pekin          | bieg na 100 m      | półfinał   | 10,02   |
| 2015 | Mistrzostwa świata         | Pekin          | bieg na 200 m      | półfinał   | 20,37   |
| 2016 | Mistrzostwa Afryki         | Durban         | bieg na 100 m      | 3. miejsce | 10,05   |
| 2016 | Mistrzostwa Afryki         | Durban         | sztafeta 4 × 100 m | 1. miejsce | 38,84   |
| 2016 | Igrzyska olimpijskie       | Rio de Janeiro | bieg na 100 m      | 5. miejsce | 9,94    |
| 2017 | Mistrzostwa świata         | Londyn         | bieg na 100 m      | 5. miejsce | 10,01   |
| 2018 | Igrzyska Wspólnoty Narodów | Gold Coast     | bieg na 100 m      | 1. miejsce | 10,03   |
| 2018 | Igrzyska Wspólnoty Narodów | Gold Coast     | sztafeta 4 × 100 m | 2. miejsce | 38,24   |
| 2018 | Mistrzostwa Afryki         | Asaba          | bieg na 100 m      | 1. miejsce | 10,25   |
| 2018 | Mistrzostwa Afryki         | Asaba          | sztafeta 4 × 100 m | 1. miejsce | 38,25   |
| 2018 | Puchar Interkontynentalny  | Ostrawa        | bieg na 100 m      | 3. miejsce | 10,11   |
| 2018 | Puchar Interkontynentalny  | Ostrawa        | sztafeta 4 × 100 m | –          | DNF     |
| 2019 | IAAF World Relays          | Jokohama       | sztafeta 4 × 100 m | eliminacje | 38,66   |
| 2019 | IAAF World Relays          | Jokohama       | sztafeta 4 × 200 m | 2. miejsce | 1:20,42 |
| 2019 | Mistrzostwa świata         | Doha           | bieg na 100 m      | 4. miejsce | 9,93    |
| 2019 | Mistrzostwa świata         | Doha           | sztafeta 4 × 100 m | 5. miejsce | 37,73   |
| 2021 | World Athletics Relays     | Chorzów        | sztafeta 4 × 100 m | 1. miejsce | 38,71   |
| 2021 | Igrzyska olimpijskie       | Tokio          | bieg na 100 m      | 4. miejsce | 9,93    |
| 2021 | Igrzyska olimpijskie       | Tokio          | sztafeta 4 × 100 m | eliminacje | DNF     |
| 2022 | Mistrzostwa Afryki         | Saint-Pierre   | bieg na 100 m      | 2. miejsce | 9,93    |
| 2022 | Mistrzostwa Afryki         | Saint-Pierre   | sztafeta 4 × 100 m | eliminacje | 40,99   |
| 2022 | Mistrzostwa świata         | Eugene         | bieg na 100 m      | 5. miejsce | 10,01   |
| 2022 | Mistrzostwa świata         | Eugene         | sztafeta 4 × 100 m | 6. miejsce | 38,10   |
| 2022 | Igrzyska Wspólnoty Narodów | Birmingham     | bieg na 100 m      | 2. miejsce | 10,13   |
| 2023 | Mistrzostwa świata         | Budapeszt      | bieg na 100 m      | półfinał   | DQ      |
| 2023 | Mistrzostwa świata         | Budapeszt      | sztafeta 4 × 100 m | –          | DNF     |
| 2024 | World Athletics Relays     | Nassau         | sztafeta 4 × 100 m | repasaże   | 38,08   |
| 2024 | Igrzyska olimpijskie       | Paryż          | bieg na 100 m      | 4. miejsce | 9,82    |
| 2024 | Igrzyska olimpijskie       | Paryż          | sztafeta 4 × 100 m | 2. miejsce | 37,57   |
| 2025 | Halowe mistrzostwa świata  | Nankin         | bieg na 60 m       | 3. miejsce | 6,54    |
| 2025 | World Athletics Relays     | Kanton         | sztafeta 4 × 100 m | 1. miejsce | 37,61   |

## Rekordy życiowe
- Bieg na 100 metrów – 9,82 (2024) rekord Południowej Afryki
- Bieg na 200 metrów – 19,95 (2017)

12 maja 2021 wszedł w skład południowoafrykańskiej sztafety 4 × 200 metrów, która ustanowiła wynikiem 1:20,42 aktualny rekord Afryki w tej konkurencji.
9 sierpnia 2024 wszedł w skład południowoafrykańskiej sztafety 4 × 100 metrów, która ustanowiła wynikiem 37,57 aktualny rekord Afryki w tej konkurencji.